# Дарахвелидзе, Георгий Юрьевич
Гео́ргий Ю́рьевич Дарахвели́дзе (род. 7 февраля 1985, Волгодонск, Ростовская область, РСФСР, СССР) — российский киновед, кинокритик. Автор двадцати четырех монографий по киноискусству, включая 7-томное произведение «Ландшафты сновидений. Кинематограф Майкла Пауэлла и Эмерика Прессбургера».

## Творческая биография
Георгий Дарахвелидзе, русский, родился в Волгодонске. В возрасте 15 лет окончил среднюю школу с «золотой медалью», в том же году поступил во ВГИК на сценарно-киноведческое отделение, курс Лидии Алексеевны Зайцевой.
Семья:
Отец — Юрий Дарахвелидзе, русский, место рождения г. Волжский, РСФСР. Работа — зав. научной лабораторией ЦНИИТМАШ, кандидат технических наук.
Мать — Ирина Миньковская, болгарка, место рождения г. Жданов, УССР. Работа — издатель, журналист.
Старший брат 1980 г.р.
С 2000 года Георгий Дарахвелидзе начал публиковаться в журналах о кино: «Total DVD», где опубликовал свыше ста рецензий, Киноведческие записки, Искусство кино, в газете «Экран и сцена».
С 2002 по 2004 год — обозреватель на сайте film.ru.
В 2005 году окончил ВГИК с «красным дипломом» и поступил в аспирантуру.
В 2005 году Кирилл Разлогов, профессор, доктор искусствоведения, знакомит Георгия Дарахвелидзе с Тамарой Трубниковой (издательство «Глобус-пресс», Винница), которая становится постоянным издателем автора.
В 2006 году выходит первая книга Георгия Дарахвелидзе «Жан-Пьер Мельвиль. Короткие встречи в красном круге». По мнению Кирилла Разлогова, достоинством книги является стилистика изложения, максимально приближённая к творческой манере Мельвиля. В результате читатель проникается той особой интонацией, которая составляет неотъемлемую часть работ режиссёра.
В 2005 году Георгий Дарахвелидзе начал работать в Программной Дирекции телеканала Россия-1 специалистом по зарубежному кино, а в 2006 году оставил работу на телевидении, и, уже обучаясь в аспирантуре, приступил к написанию многотомного киноисследования по теме диссертации «Ландшафты сновидений. Кинематограф Майкла Пауэлла и Эмерика Прессбургера» о жизни и творчестве классиков английского кино Майкла Пауэлла и Эмерика Прессбургера.
В предисловии к первому тому Кирилл Разлогов, профессор, доктор искусствоведения, написал об авторе так:

На обширном поле современной литературы о кино фундаментальные исследования становятся чуть ли не археологической редкостью…Тем интереснее обнаружить книгу, в которой молодой исследователь берет на себя труд собрать, обобщить и проанализировать весь доступный материал по творчеству художников.
Работа над монографией «Ландшафты сновидений. Кинематограф Майкла Пауэлла и Эмерика Прессбургера» продолжалась двенадцать лет, с 2007 по 2019 годы. За это время писатель несколько раз побывал в библиотеке Британского института кино; по приглашению сына Майкла Пауэлла — Коламбы Пауэлла, исполнившем в «Наблюдающем» роль главного героя в детстве, посетил дом, где жил и провёл последние годы жизни Майкл Пауэлл, и получил доступ к личной библиотеке режиссёра.
Татьяна Алешичева в своей статье «Пауэлл, Прессбургер и все-все-все» пишет, что 

…книга Дарахвелидзе может рассказать об истории британского кино больше и интереснее иного учебника. Свой предмет он знает досконально: чуть только в рассказе об «Арчерах» появляется значимое событие или фигура, о них тут же прилагается подробный рассказ. 
В 2010 Коммерсантъ после выхода первого тома написал:

Автор самого, пожалуй, яркого киноисследования последних лет возмутительно молод и трудоспособен. Будучи к 21 году автором монографии о Жан-Пьере Мельвиле, в 23 Георгий Дарахвелидзе выпустил 700-страничный том, являющийся лишь первой частью исследования жизни и творчества британских режиссёров Майкла Пауэлла и Эмерика Прессбургера.
В 2018 году вышел в свет 5-й том монографии «Ландшафты сновидений. Кинематограф Майкла Пауэлла и Эмерика Прессбургера».
Олег Погодин, кинорежиссёр, в предисловии к 5-му тому написал:

Весь мир бескрайнего текста Дарахвелидзе — это киноведческая пустыня Гоби, которую автору мало пересечь, ему нужно попутно оросить её и возделать…, молодой человек взялся за ревизию истории кино и создал беспрецедентную по свежести искусствоведческого взгляда панораму…
В 2018 году вышла очередная книга Георгия Дарахвелидзе «Студия Ealing» — о британской киностудии, фильмы которой вошли в золотой фонд киноискусства.
В 2019 году вышел в свет 6-й, автобиографический том монографии «Ландшафты сновидений. Кинематограф Майкла Пауэлла и Эмерика Прессбургера». Работа над ним длилась с 2017 по 2019 годы.
7-й, заключительный (автобиографический) том «Ландшафтов сновидений» вышел в конце 2019 года.
За ним последовала книга «Дэвид Мамет и кино» (2020), посвящённая творчеству выдающегося американского театрального драматурга, сценариста и кинорежиссёра. Обе эти книги были напечатаны ещё в начале 2020 года, но задержались с выходом из-за пандемии COVID-19. За это время Георгий Дарахвелидзе написал ещё одну книгу — «Философия Пауэлла и Прессбургера», которая представляет собой спин-офф (ответвление) «Ландшафтов сновидений» и рассказывает о влиянии некоторых ключевых философских текстов на творчество Майкла Пауэлла и Эмерика Прессбургера. Эта книга была выпущена московским издательством «Эксмо-Digital» в электронном виде в августе 2020 года.
Также в октябре 2020 года у Дарахвелидзе вышел «Киноальманах „3-в-1“»: книга из трёх новелл, посвящённых проблемам отношений Запада и Востока в американском кино разных лет. В книгу вошли новеллы «Гонконг в Голливуде» (о гонконгских режиссёрах, актёрах и других творческих кадрах, работавших в Голливуде с 1990-х годов до наших дней — таких как Джон Ву, Чоу Юньфат и др.), «Хорроры Вэла Лютона» (о культовом американском продюсере русского происхождения Вэле Льютоне) и «Джордж К. Скотт — американский актёр» (о знаменитом американском актёре театра и кино Джордже К. Скотте).
Статья Дарахвелидзе о выдающемся нидерландском кинорежиссёре Алексе ван Вармердаме, написанная в возрасте 19 лет для сайта film.ru в дни проведения Московского международного кинофестиваля (ММКФ) 2004 года, вошла в сборник критических статей «Алекс ван Вармердам: Чёрный смех» (2020). Книга вышла в издательстве «Опустошитель» в рамках серии «Камушек в ботинке», название которой отсылает к известному суждению Ларса фон Трира о том, что «фильм должен быть подобен камешку в ботинке», хотя Дарахвелидзе известен как противник этой идеи.
Удовлетворенный сотрудничеством с «Эксмо-Digital», Дарахвелидзе отправил в конце октября 2020 года ещё одну рукопись в это издательство. Книга под названием «Ранние кинотексты (2000—2006)», представляющая собой практически полную подборку студенческих работ времен обучения автора во ВГИКе и избранных газетно-журнальных публикаций обозначенного периода, была сразу же принята к рассмотрению и опубликована в течение месяца. Автор принимал участие в разработке дизайна обложки.
В мае 2021 года Дарахвелидзе выпустил в издательстве «Эксмо-Digital» новую книгу «Неоконченные киносценарии», которую готовил с 2013 года. В ней Дарахвелидзе делится с читателями своими идеями для киносценариев. Замыслы проектов с участием звезд мирового экрана выстроены в виде кругосветного путешествия с остановками в различных мировых культурах. Цветные и черно-белые, немые, звуковые и «частично звуковые», игровые и анимационные, с монтажом под музыку или традиционным нарративным монтажом, 17 «с половиной» сценариев пересекаются между собой и местами основаны на автобиографических мотивах, выражают эстетическую и философскую позицию автора.
Долгожданное продолжение «Ландшафтов сновидений» — «Похоже, придется идти пешком. Дальнейшие мемуары» — уже не было книгой о Майкле Пауэлле и Эмерике Прессбургере. Это мемуарная проза, в которой события культурной и общественной жизни России с 2011-го по 2016 год преломляются в субъективном представлении автора, который по ходу работы над своим 7-томником уже готовил книгу о создании «Ландшафтов сновидений», записывая свои еженедельные, а потом и вовсе ежедневные мысли, шутки и наблюдения, связанные с кино, и не только. Книга (неофициальный «восьмой том»), опубликованная в издательстве «Эксмо-Digital» в начале августа 2021 года, была задумана не столько как сиквел, сколько как ответвление («спин-офф») более раннего многотомного произведения, которое ей предшествовало, а название «Похоже, придется идти пешком» было взято автором из его любимого фильма «Успеть до полуночи» с Робертом Де Ниро.
В октябре 2021 года вышел англоязычный дебют автора — «Art Linson: Amazing and American» («Арт Линсон — удивительный и американский») о знаменитом голливудском кинопродюсере Арте Линсоне, стоящим за такими культовыми фильмами как «Неприкасаемые», «Схватка» и «Бойцовский клуб».
В начале 2022 года вышла книга «Мой любимый фильм „Успеть к полуночи“», в которой Дарахвелидзе рассказывает историю создания своего любимого фильма «Успеть до полуночи» (1988) с Робертом Де Ниро и по сценам анализирует его сюжетно-смысловую составляющую.
Следующая книга, «Из России с любовью. Русский критик о Джеймсе Бонде», посвященная киносериалу об агенте 007, шла к читателю почти год. Автор вначале решил распространить её среди деятелей кино, имевших отношение к «бондиане», и отправил несколько экземпляров за рубеж — в частности, актёрам Рэйф Файнс (исполнителю роли М) и Ольге Куриленко («Квант милосердия»), знающим русский язык, а также Джемме Артертон («Квант милосердия»). Только после этого, в середине 2023 года, книга поступила в продажу в магазины.
С осени 2023-го по весну 2024-го написал и выпустил три небольшие книги о деятелях мирового киноискусства: Вуди Аллене, Джордже Клуни и Роберте Де Ниро. В дополнение к этому выпустил давно написанную книгу «Киноглаз Владимира Набокова», в которой творчество русского писателя Владимира Набокова рассматривается через призму отношений с кинематографом.
Также у Дарахвелидзе летом 2024-го вышла книга о кинорежиссёре Джордже Лукасе, создателе саги «Звёздные войны».
В конце 2024 года у Георгия Дарахвелидзе вышла энциклопедия «2000. Сборник мини-рецензий на лучшие зарубежные фильмы». Рецензии в ней выстроены не в алфавитном, а в хронологическом порядке, так что от 1913-го к 2023-му году у читателя выстраивается картина истории кино в ее развитии. В начале 2025 года увидела свет еще одна энциклопедия: «200 кинорежиссеров», в которой автор собрал выдающихся кинорежиссеров всех времен.
В декабре 2024 года Государственная Дума Российской Федерации вручила Георгию Дарахвелидзе Благодарственное письмо с формулировкой «За вклад в развитие и популяризацию киноведения, многолетний труд на благо российского кинематографа и высокий уровень профессионализма при написании книг по истории российского и зарубежного кино».
Книги Георгия Дарахвелидзе находятся в Санкт-Петербургской Государственной театральной библиотеке (Театральная библиотека Санкт-Петербурга), в Библиотеке ВГИК, в Библиотеке киноискусства им. С. М. Эйзенштейна и в Российской Государственной библиотеке.

## Награды
Приз XXII Международного кинофестиваля ВГИК — статуэтка «Человек с киноаппаратом» за лучшую публикацию в профессиональном издании (2002).
Премия имени С. В. Комарова за книгу «Жан-Пьер Мельвиль. Короткие встречи в красном круге» (2005).
Диплом Гильдии Киноведов и Кинокритиков России Премии «Слон» за книгу «Ландшафты сновидений. Кинематограф Майкла Пауэлла и Эмерика Прессбургера» 1 том (2008).
Благодарственное письмо Государственной Думы РФ за вклад в развитие киноведения (2024)

## Произведения

### Статьи
- Дарахвелидзе Георгий. Слушаем кукушку, да не слышим. film.ru. (2002). Дата обращения: 2 августа 2017.
- Дарахвелидзе Георгий. Восемь femmes. И все — fatale. film.ru. (2002).
- Дарахвелидзе Георгий. Московский фестиваль в кадре и за кадром. film.ru. (2002).
- Дарахвелидзе Георгий. Униженные и отмороженные. film.ru. (2002).
- Дарахвелидзе Георгий. Портрет клоуна в старости. Киноведческие записки (2003).
- Дарахвелидзе Георгий. Кино-глаз. Смерть в глазах смотрящего. Киноведческие записки (2003).
- Дарахвелидзе Георгий. Тот, кто заявил: «Я — кино». Портрет Майкла Пауэлла. Искусство кино (2008).
- Дарахвелидзе Георгий. Ландшафты сновидений. Реальная и воображаемая природа. Искусство кино (2008).

### Книги
- Дарахвелидзе Георгий. Жан-Пьер Мельвиль. Короткие встречи в красном круге. — Изд. Глобус-пресс. Винница. 2006. — 160 стр. ISBN 966-8300-00-9
- Дарахвелидзе Георгий. Ландшафты сновидений. Кинематограф Майкла Пауэлла и Эмерика Прессбургера. Том 1 — 7. — Изд. Глобус-пресс. Винница. 2008—2019. (720 стр. — 568 стр. — 372 стр. — 404 стр. — 360 стр. — 521 стр. — 394 стр.) ISBN 966-8300-34-3, ISBN 567-966-8314-52-7, ISBN 567-966-8314-52-7, ISBN 567-966-8314-57-2
- Дарахвелидзе Георгий. Студия Ealing. — Изд. Глобус-пресс. Винница. 2018. — 210 стр. ISBN 547-966-8300-43-2
- Дарахвелидзе Георгий. Дэвид Мамет и кино. — Изд. Глобус-пресс. Винница. 2020. — 196 стр. ISBN 547-966-8300-43-2
- Дарахвелидзе Георгий. Философия Пауэлла и Прессбургера. — Изд. Эксмо-Digital. 2020. — 110 стр.
- Дарахвелидзе Георгий. «Киноальманах „3-в-1“». — Изд. ВАШ ФОРМАТ. 2020. — 204 стр. ISBN 978-5-00-147210-0
- Дарахвелидзе Георгий. Ранние кинотексты (2000—2006). — Изд. Эксмо-Digital. 2020. — 860 стр.
- Дарахвелидзе Георгий. Неоконченные киносценарии. — Изд. Эксмо-Digital. 2021. — 330 стр.
- Дарахвелидзе Георгий. Похоже, придется идти пешком. Дальнейшие мемуары. — Изд. Эксмо-Digital. 2021.— 520 стр.
- Дарахвелидзе Георгий. Прямые линии и углы: фотографии Георгия Дарахвелидзе. — М. ВАШ ФОРМАТ, 2021. — 92 стр. ISBN 978-5-00-147299-5
- Darakhvelidze George. Art Linson: Amazing and American — Изд. VASH FORMAT. 2021. — 45 p.
- Дарахвелидзе Георгий. Мой любимый фильм «Успеть к полуночи». — М.: ВАШ ФОРМАТ, 2022. — 68 с. ISBN 978-5-00-147345-9
- Дарахвелидзе Георгий. Из России с любовью. Русский критик о Джеймсе Бонде. — М.: ВАШ ФОРМАТ, 2022. — 224 с. ISBN 978-5-00-147460-9
- Дарахвелидзе Георгий. Вуди Аллен: любовь и смерть на Манхэттэне. — М.: ВАШ ФОРМАТ, 2023. ISBN 978-5-00147-555-2
- Дарахвелидзе Георгий. Джордж Клуни — человек, который хотел умереть в Америке. — М.: ВАШ ФОРМАТ, 2024. ISBN 978-5-00147-558-3
- Дарахвелидзе Георгий. Фильмы и роли Роберта Де Ниро. — М.: ВАШ ФОРМАТ, 2024. ISBN 978-5-00147-570-5
- Дарахвелидзе Георгий. Киноглаз Владимира Набокова. — М.: ВАШ ФОРМАТ, 2024. ISBN 978-5-00147-579-8
- Дарахвелидзе Георгий. Джордж Лукас, создатель «Звёздных войн». — М.: ВАШ ФОРМАТ, 2024. ISBN 978-5-00147-653-5
- Дарахвелидзе Георгий. 2000. Сборник мини-рецензий на лучшие зарубежные фильмы. — М.: ВАШ ФОРМАТ, 2024. — 900 стр. ISBN 978-5-00147-677-1
- Дарахвелидзе Георгий. 200 кинорежиссеров. — М.: ВАШ ФОРМАТ, 2025. — 620 стр. — ISBN 978-5-00147-696-2